# Rechaud
Rechaud é uma espécie de fogareiro de metal, em prata ou inox, usado para manter a comida quente num buffet, para flambar sobremesas ou até preparar pratos ligeiros, como um fondue. 

## Tipos
Há vários tipos de rechauds; quadrados, retangulares, redondos, com apenas 1   cuba, com 2 ou mais cubas. Os tamanhos também variam dependendo da necessidade  do usuário, há os rechauds de mesa e os de chão com base fixa. 